# Kloster Hedingen

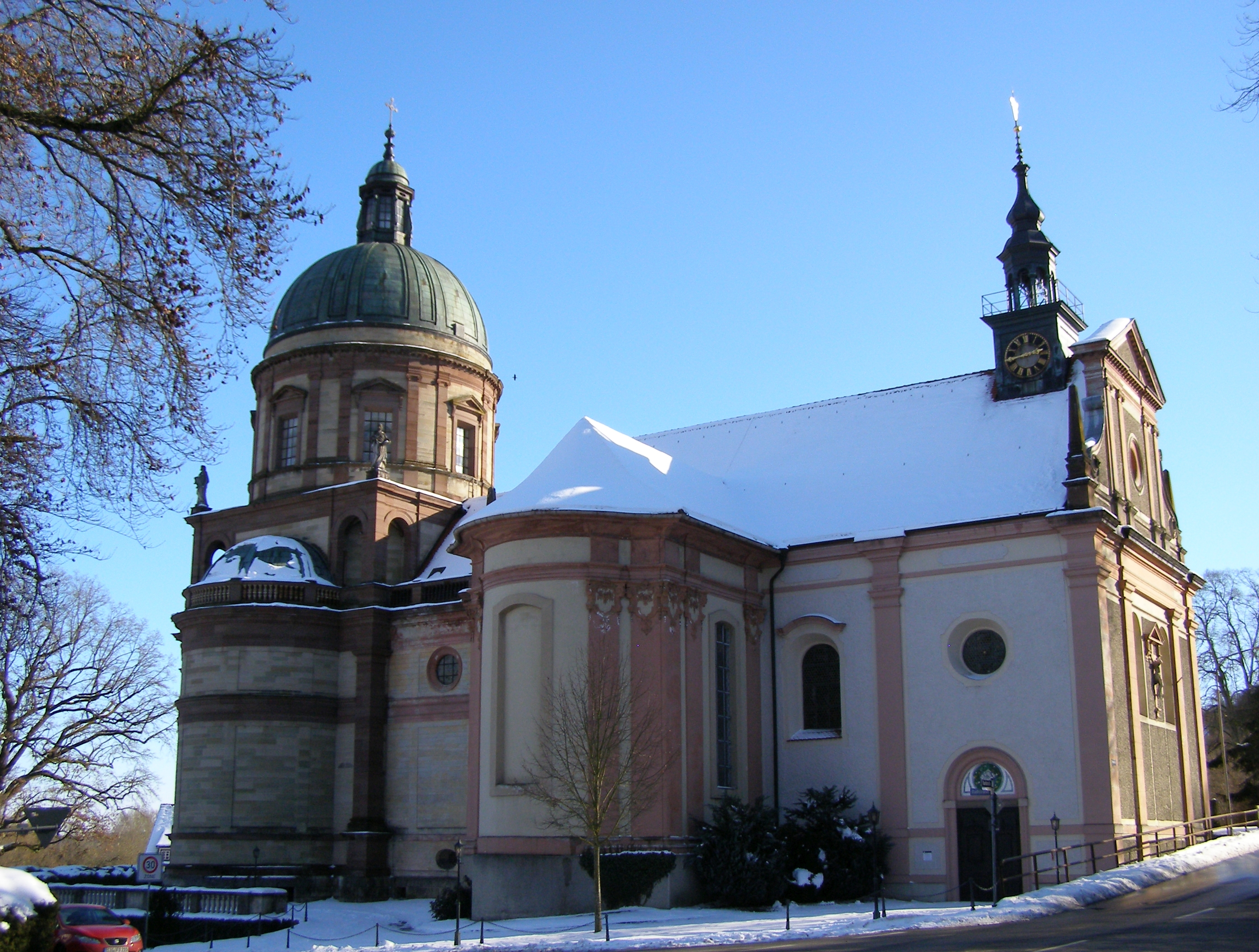
Hedinger Kirche

Das Kloster Hedingen ist eine ehemalige Klosteranlage und befindet sich zusammen mit der Hedinger Kirche am südlichen Ortsrand der Stadt Sigmaringen im Landkreis Sigmaringen in Baden-Württemberg. Die Geschichte des Konvents reicht zurück bis ins 14. Jahrhundert und wurde im 17. Jahrhundert von Franziskanern des Reformzweigs (den Franziskaner-Observanten) weitergeführt. Die Erlöserkirche des Klosters ist die Grablege des Hauses Hohenzollern-Sigmaringen.

## Geschichte

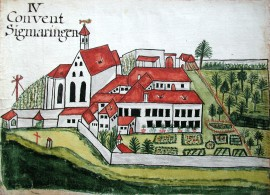
Franziskanerkloster Hedingen (um 1750)

Die Gründung des Klosters nach der Ordensregel der Dominikaner-Terziarinnen erfolgte in der ersten Hälfte des 14. Jahrhunderts, die erste urkundliche Nennung erfolgte 1338. Das Frauenkloster ist eine Stiftung durch Junker Ital Volkwin. Es bestand vermutlich von Anfang an eine Zugehörigkeit zum Dominikanerorden. Die Weckensteiner mit ihrer Stammburg Burg Weckenstein in der Nähe von Storzingen hatten Beziehungen zu dem kurz vor 1388 gegründeten Dominikanerinnenkloster, in dessen Jahrtagsbuch die Nonne Margret von Weckenstein und außerdem Anna von Weckenstein sowie Junker Hans von Weckenstein verzeichnet sind.
Graf Eberhard II. von Württemberg erlaubte den Nonnen zu Hedingen am 24. August 1349, die Pflegschaft der Johanniskapelle und des zugehörigen Hauses im Kirchhof mit einem ehrbaren Pfaffen oder Laien zu besetzen und am 26. Juni 1362 als Lehenherr der Leutkirche in Laiz dem Dekan in Bingen die Stiftung eines Altars mit Messpfründe in Kloster Hedingen für einen Kaplan der Klosterfrauen. Am 1. September 1369 erwies er der Stadt Sigmaringen die Gnade, dass Güter in der Stadt, die vorher steuerbar waren, in der Steuer bleiben sollten, auch wenn sie an das Kloster Hedingen kamen.
Das Frauenkloster Hedingen bei Sigmaringen wurde auch in einem Prozess genannt. Der Prozess richtete sich gegen den truchsessischen Landammann und Heiligenpfleger zu Hohentengen Christoph Weinschenk wegen der Güter und Einkünfte des Klosters zu Bremen, die 1582 an Sebastian Krisell daselbst verliehen worden waren, vor dem bischöflich-konstanzischen, später als Appellation vor dem erzbischöflich-mainzischen Gericht.
Das Dominikanerinnenkloster wurde zwischen 1595 und 1597 wegen sittlicher Verwahrlosung aufgehoben, es erfolgte eine Vermögens-Übereignung an das Augustiner-Chorfrauenstift Inzigkofen (1354–1856), das Gebäude fiel dem Spital Sigmaringen zu. Der Konvent siedelte in das Kloster Habsthal nach Habsthal bei Ostrach über.
Die Klosteranlage in Hedingen diente als Stadtspital von Sigmaringen bis zur Eröffnung einer Niederlassung der Franziskaner im Jahr 1624. Das Franziskanerkloster (franciscanorum Hedingae) lag im Bistum Konstanz und gehörte anfangs zur bayerischen Kustodie der Straßburger (Oberdeutschen) Provinz (Argentina), mit der es 1625 zur neu errichteten Bayerischen Franziskanerprovinz (Bavaria) kam. Im Dreißigjährigen Krieg wurde das Kloster 1633 von den Schweden geplündert, ein Bruder kam ums Leben; die Kirche konnte erst 1641 wieder geweiht werden. 1770 wurde im Kloster eine öffentliche Lateinschule eröffnet, die 1776 zum Gymnasium ausgebaut wurde.
Am 5. Oktober 1796 wurde das Kloster Hedingen durch sich im Rückzug befindliche französische Truppen geplündert.
Das Franziskanerkloster fiel 1806 an die Fürsten von Hohenzollern-Sigmaringen und wurde 1816 aufgehoben. Aus dem Bistum Konstanz und Teilen der Bistümer Mainz, Straßburg, Worms und Würzburg wurde 1821 das Erzbistum Freiburg.
Am 2. Oktober 1818 kündigte die fürstliche Regierung unter Fürst Anton Aloys von Hohenzollern-Sigmaringen (1762–1831) zum kommenden Schuljahr die Errichtung einer aus den Mitteln des Stipendienfonds finanzierten „lateinischen Schule“ in den Gebäuden des ehemaligen Klosters an. Von 1818 bis 1893 wurden die Gebäude für das fürstlich-hohenzollerische, später staatliche Gymnasium genutzt (Königliches katholisches Gymnasium zu Hedingen, die Ursprünge des heutigen Hohenzollern-Gymnasiums).
Bände (Inkunabeln) aus der aufgelösten Klosterbibliothek befinden sich in der Badischen Landesbibliothek in Karlsruhe. Sie geben einen kleinen Eindruck davon, wie prächtig die Klosterbibliothek im 18. Jahrhundert ausgesehen haben dürfte. In der Hofbibliothek Donaueschingen befanden sich weitere Bände aus der Bibliothek, die ab 1999 in alle Welt zerstreut wurden.

## Hedinger Kirche

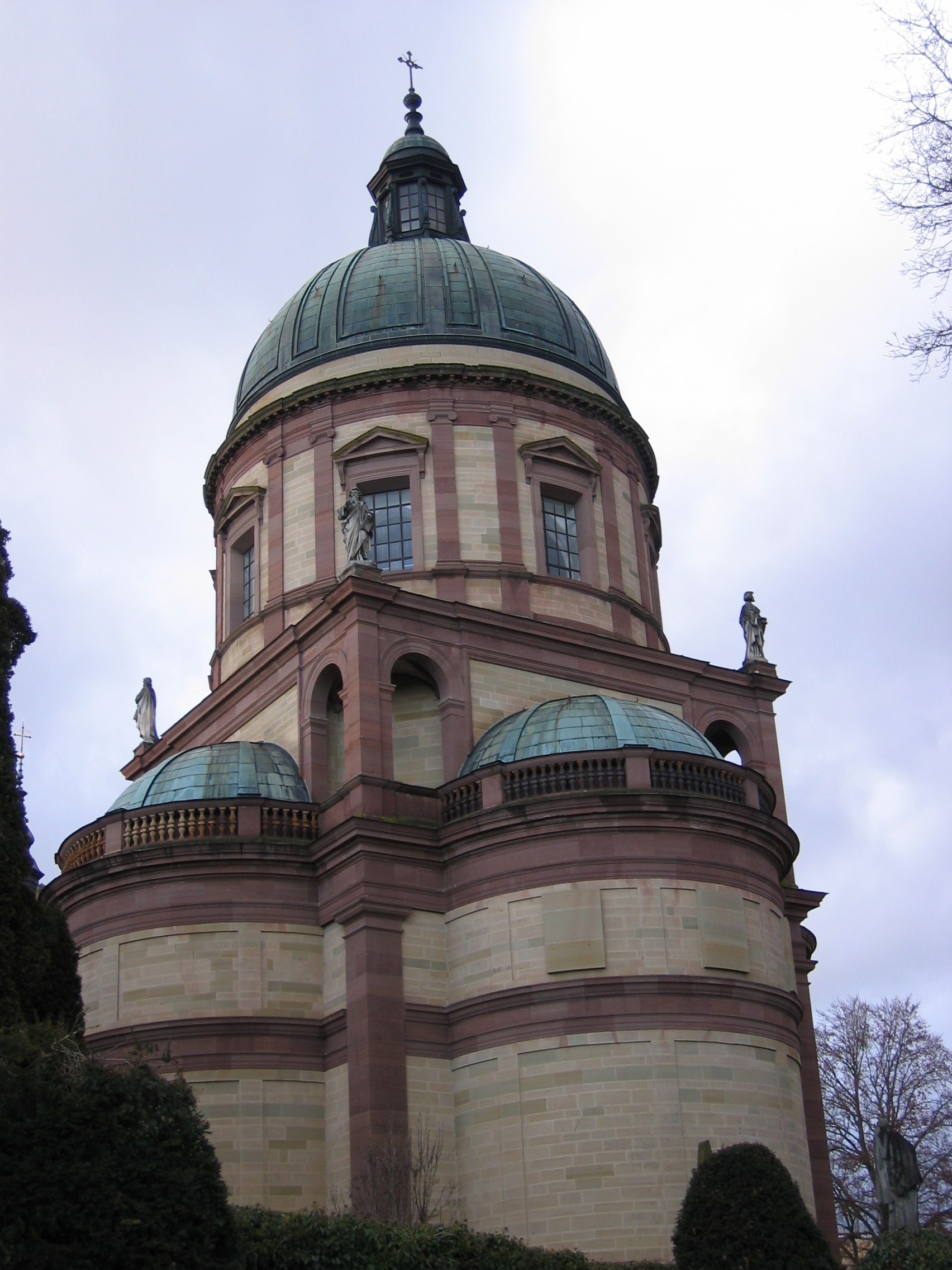
Kuppelbau

Die römisch-katholische Hedinger Kirche, auch Erlöserkirche genannt, wurde ursprünglich als Klosterkirche des ehemaligen Franziskanerklosters erbaut. Sie ist eine Gruftkirche, das heißt, sie ist die Grablege der Fürstenfamilie von Hohenzollern mit Kreuzgang.
Die Hedinger Kirche besteht aus insgesamt drei Baukörpern.
- Das barocke Langhaus der jetzigen Kirche wurde 1680 bis 1682 von den Franziskanern, die damals das Kloster besaßen, an Stelle einer älteren Kirche erbaut.
- Um 1715 erfolgte der Anbau der Marienkapelle im Stil des Rokoko. Die Stuckaturen fertigte Nikolaus Schütz aus Landsberg. Die Kapelle wurde bald darauf durch einen Brand zerstört und 1747 erneuert.
- Im Jahr 1889 begann die gründliche Umgestaltung der bescheidenen Bettelordenskirche, die seit 1847 als Grablege diente, durch den Hofbaurat Johannes de Pay. Dieser errichtete im Stil der italienischen Hochrenaissance einen monumentalen Kuppelbau über der fürstlichen Gruft.[6]

Unter der Kuppel steht der Hochaltar aus Venedig in weißem Carrara-Marmor. Unter den lateinischen Worten „Ego sum resurrectio et vita“ (deutsch: „Ich bin die Auferstehung und das Leben“) sind die vier Evangelisten abgebildet. Weiter oben sind neben einer Dreifaltigkeits-Darstellung auch Maria und Johannes der Täufer zu sehen. Weiter oben im Kuppelraum befinden sich acht Fenster und unter anderem Verzierungen in Rosenform auf goldenem Untergrund. Unten erlauben kleine Löcher in einer runden Platte aus Metall einen kleinen Einblick in die neue Gruft. Gruft, Kuppel und das Kreuz auf der Kuppel bilden eine Linie.
Der Fußboden ist vergleichsweise schlicht – die Hohenzollern mussten sparen, weil das Schloss viel Geld gekostet hatte.
Die Orgel wurde von Franz Xaver Späth aus Ennetach 1911 errichtet und ist überwiegend im Originalzustand erhalten. Die von der Orgelbauwerkstatt Späth als opus 194 ausgeführte Orgel weist 32 Register auf drei Manualen und Pedal auf.
1911 wurde die Kirche geweiht.
Die Kirche ist über das Jahr nicht zugänglich, wird aber zu besonderen Anlässen geöffnet.

## Hedinger Weihnachtskrippe

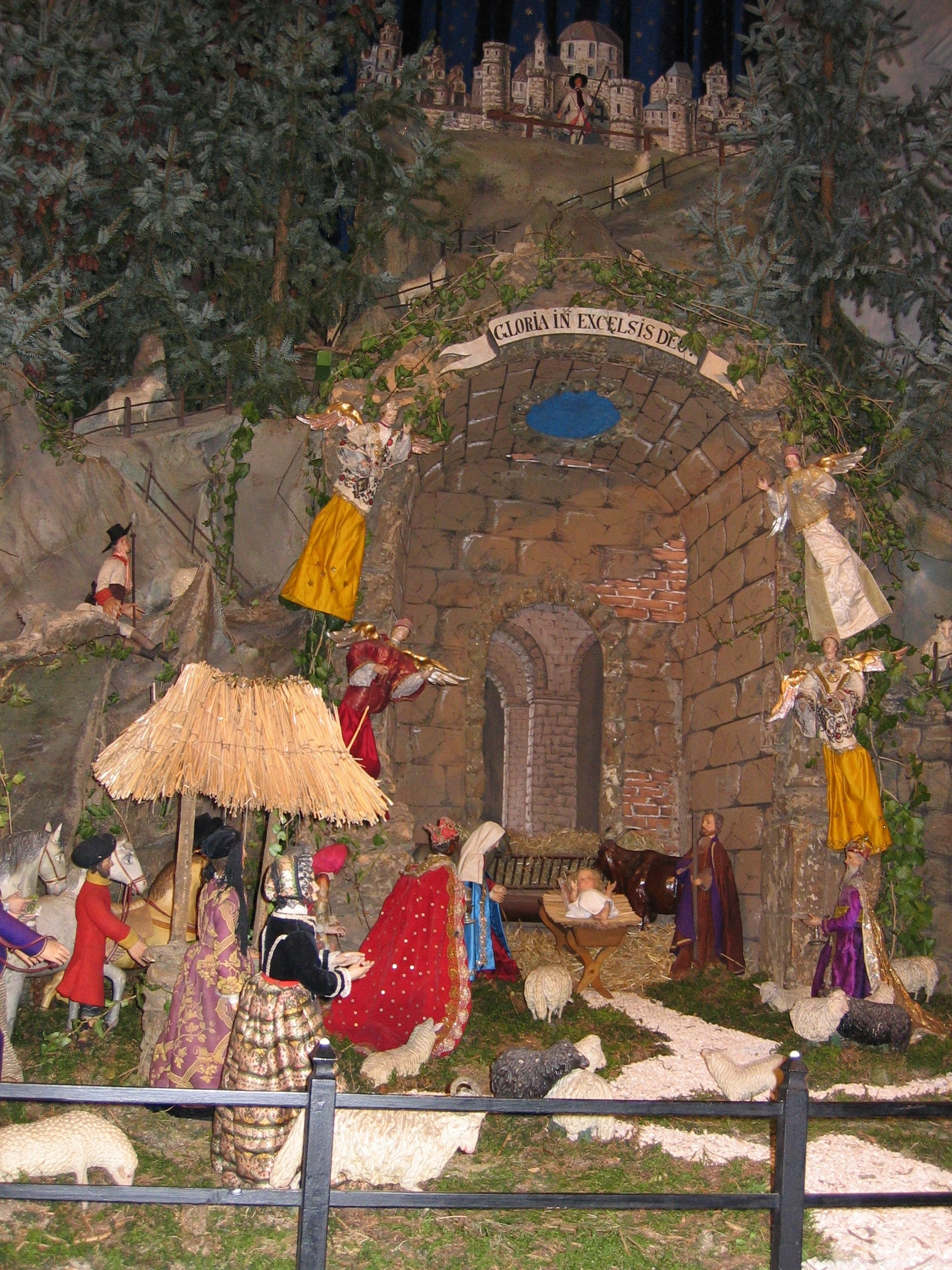
Krippenszene

Seit rund 40 Jahren öffnet die Fürstenfamilie zur Weihnachtszeit die Pforten ihrer Grabkirche. In der Marienkapelle, einer Seitenkapelle der Kirche, wird zur Weihnachtszeit die rund 20 Quadratmeter große und 250 Jahre alte Barockkrippe aus der Mitte des 18. Jahrhunderts gezeigt. Die Hedinger Weihnachtskrippe befindet sich im Besitz der Hohenzollern-Familie. Sie wurde im 19. Jahrhundert ergänzt und 1893 erstmals wieder gezeigt. Sie besteht aus 175 Einzelteilen (darunter 64 Krippenfiguren, Tieren und Utensilien).
Bei der Krippe handelt es sich um eine so genannte Simultankrippe, die nebeneinander verschiedene bedeutsame biblische Geschehnisse darstellt. Auf sieben Metern Tiefe und fünf Metern Breite werden während der Weihnachtszeit die einzelnen Szenen entsprechend dem weihnachtlichen Festkalender sukzessive ergänzt. In der ersten Szene wird die Geburt Jesu mit der Heiligen Familie dargestellt. Eine weitere Szene zeigt den Kindermord in Betlehem, der von einem berittenen König Herodes befehligt und mit grimmig dreinblickenden Soldaten dargestellt wird, die mit Lanzen unschuldige Babys aufspießen. Eine weitere Szene ist die Anbetung der Heiligen Drei Könige, die die Geburtsszene zum 6. Januar ersetzt. Außerdem gibt es eine Bürgergruppe vor einer Stadtkulisse, die in allen Szenen im Hintergrund hantiert.
Die bemalten Köpfe und Hände der 40 bis 60 Zentimeter großen Figuren sind aus Holz geschnitzt. Auch die Figuren, welche die biblischen Darstellungen verkörpern, sind entsprechend dem ästhetischen Ideal der Barockzeit gekleidet und ausgestattet. So sind Damen mit gepuderten Perücken und ausladenden Kleidern aus prächtigen Stoffen ausstaffiert. Die prächtig gewandeten Damen und einige weitere Figuren gehörten wohl ursprünglich zu einer nicht mehr erhaltenen Szene, welche die Hochzeit zu Kana darstellte. Auch Bürgersleute und Landvolk werden in zeitgenössischer Kleidung gezeigt. Die geharnischten Soldaten der Kindermordszene stellen Reiter der Barockzeit dar. Einer der Soldaten ist sogar in die Uniform eines Angehörigen des Kreiskürassier-Regiments Hohenzollern aus dem 18. Jahrhundert gekleidet. Den orientalisch gewandeten Heiligen Drei Könige und ihrem Gefolge steht dagegen ein Kamel zur Seite. Die Krippe ist sehr aufwändig, allein das Aufstellen der Anfangsszenerie zu zweit oder dritt dürfte mindestens zwei Tage gedauert haben.
Die bemalten Kulissen der Krippe sind aus Rupfen gefertigt. Sie modellieren das Gebirge nach, das Gewölbe, unter dem die Heilige Familie Zuflucht fand, und die Silhouette der Stadt Jerusalem. Als weiterer Teil der Kulissen werden echte Bäume aus dem fürstlichen Forst verwendet.

## Grablege

### Hohenzollerische Grablege
Im Kloster Hedingen und dessen Kreuzgang wurden unter anderem folgende Personen beigesetzt:
- Graf Ferdinand von Hohenzollern-Sigmaringen (1571–1571)
- Gräfin Maria Magdalena von Hohenzollern-Sigmaringen (1574–1582)
- Gräfin Barbara von Hohenzollern-Sigmaringen (1575–1577)
- Graf Karl von Hohenzollern-Sigmaringen (1579–1585)
- Gräfin Euphrosyne von Hohenzollern-Sigmaringen (1580–1582)
- Graf Georg Friedrich von Hohenzollern-Sigmaringen (1593–1593)
- Gräfin Maria Salome von Hohenzollern-Sigmaringen (1595–1595)
- Graf Philipp Eusebius von Hohenzollern-Sigmaringen (1597–1601)
- Graf Jakob Friedrich von Hohenzollern-Sigmaringen (1598–1598)
- Graf von Hohenzollern-Sigmaringen (Kindstod 22. August 1650; Kind Meinrad I. Fürst zu Hohenzollern)
- Graf von Hohenzollern-Sigmaringen (Kindstod 6. August 1655; Kind Meinrad I. Fürst zu Hohenzollern)
- Graf Friedrich Joseph Fidelis Anton von Hohenzollern-Sigmaringen (1750–1750)
- Graf Johann Baptist Friedrich Fidelis von Hohenzollern-Sigmaringen (1751–1751)
- Graf Anton Joachim Georg Franz von Hohenzollern-Sigmaringen (1752–1752)
- Graf Fidelius Joseph Anton Franz von Hohenzollern-Sigmaringen (1753–1754)
- Gräfin Maria Franziska Anna Antonia von Hohenzollern-Sigmaringen (1754–1755)
- Graf Joachim Adam von Hohenzollern-Sigmaringen (1755–1756)
- Fürst Karl Anton Joachim Zephyrin Friedrich Meinrad von Hohenzollern (1811–1885)
- Prinz Anton Egon Karl Friedrich von Hohenzollern (1841–1866)
- Prinz Friedrich Eugen Johann von Hohenzollern (1843–1904)
- Fürst Friedrich Wilhelm von Hohenzollern (1924–2010)
- Prinz Johann Georg von Hohenzollern (1932–2016)

### Beisetzungsort von Wettinern
Auch Angehörige des ehemals kgl. sächsischen Hauses Wettin sind hier beigesetzt:
- Luise von Österreich-Toskana (1870–1947), letzte Kronprinzessin von Sachsen
- Ernst Heinrich von Sachsen (1896–1971), jüngster Sohn des letzten sächsischen Königs Friedrich August III. und dessen Ehefrau Kronprinzessin Luise von Österreich-Toskana
- Gero von Sachsen (1925–2003), Sohn von Ernst Heinrich von Sachsen (Kolumbarium)
- Dedo von Sachsen (1922–2009), Sohn von Ernst Heinrich von Sachsen (Kolumbarium)[12]